# Нягое, Йонуц
Йонуц Андрей Нягое (рум. Ionuţ Andrei Neagoe; род. 11 июня 1994, Румыния) — румынский легкоатлет, специализирующийся в спринтерском беге и прыжке в длину. Чемпион Румынии.

## Биография
Начинал свою карьеру в лёгкой атлетике с прыжка в длину. На юниорском чемпионате Европы 2013 года вышел в финал, где занял последнее, 12-е место. Спустя два года на молодёжном первенстве континента не смог преодолеть квалификацию в прыжке в длину, а в эстафете 4×100 метров помог команде занять четвёртое место и установить новый национальный рекорд среди молодёжи (39,77).
В 2016 году установил несколько личных рекордов в спринте, благодаря чему отобрался на чемпионат Европы. В беге на 200 метров стал 17-м в предварительных забегах и не пробился в полуфинал, а в эстафете 4×100 метров сборная Румынии показала худшее время из всех команд и заняла 16-е место.
Тренируется в клубе CS Farul под руководством Богдана Тудора.

## Основные результаты
| Год  | Турнир                          | Место проведения      | Дисциплина       | Место        | Результат |
| ---- | ------------------------------- | --------------------- | ---------------- | ------------ | --------- |
| 2013 | Чемпионат Европы среди юниоров  | Риети, Италия         | длина            | 12-е         | 6,73 м    |
| 2015 | Чемпионат Европы среди молодёжи | Таллин, Эстония       | длина            | 18-е (квал.) | 6,95 м    |
| 2015 | Чемпионат Европы среди молодёжи | Таллин, Эстония       | эстафета 4×100 м | 4-е          | 39,77     |
| 2016 | Чемпионат Европы                | Амстердам, Нидерланды | 200 м            | 27-е (заб.)  | 21,18     |
| 2016 | Чемпионат Европы                | Амстердам, Нидерланды | эстафета 4×100 м | 16-е (заб.)  | 39,98     |